# Allen Woodring
Allen Woodring, né le 15 février 1898 et décédé en novembre 1982, était un athlète américain, champion olympique sur 200 mètres aux Jeux olympiques de 1920.

## Biographie
On sait peu de choses sur Woodring, si ce n'est qu'il ne s'est à l'origine pas qualifié pour les Jeux olympiques de 1920, terminant cinquième des sélections américaines. Néanmoins, une chance lui est donnée de participer à la place du quatrième sélectionné. Après son arrivée à Anvers, ses chaussures étant hors d'usage, il ne peut s'en procurer de nouvelles. Finalement il en emprunte à un autre coureur pour la durée de la compétition.
Woodring en fait le meilleur usage en finale du 200 mètres, battant le favori Charley Paddock qui avait été sacré sur 100 mètres.

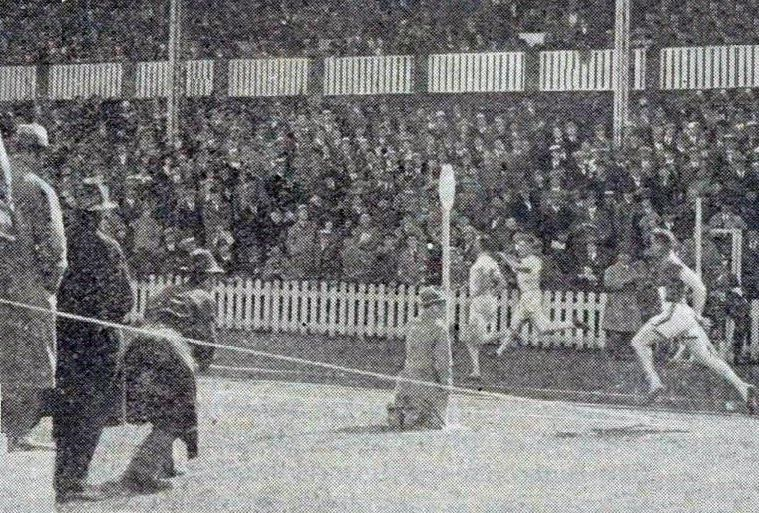
Allen Woodring remporte le 200 mètres aux Jeux olympiques de 1920 devant son compatriote américain Charley Paddock.

## Palmarès

### Jeux olympiques d'été
- Jeux olympiques d'été de 1920 à Anvers ( Belgique)
  -  Médaille d'or sur 200 mètres